# Abschuppen

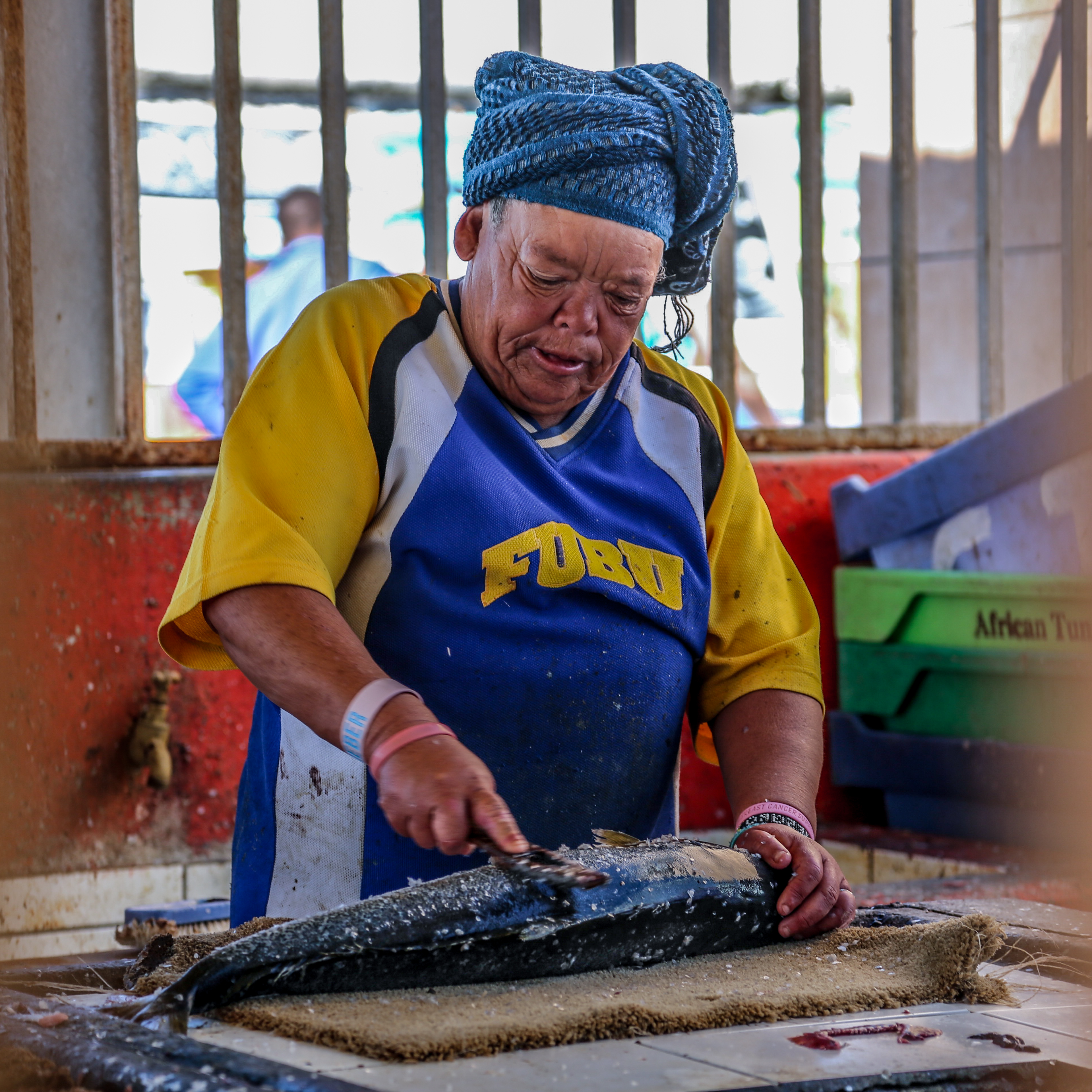
Frau von Kalk Bay beim Abschuppen eines Fisches.

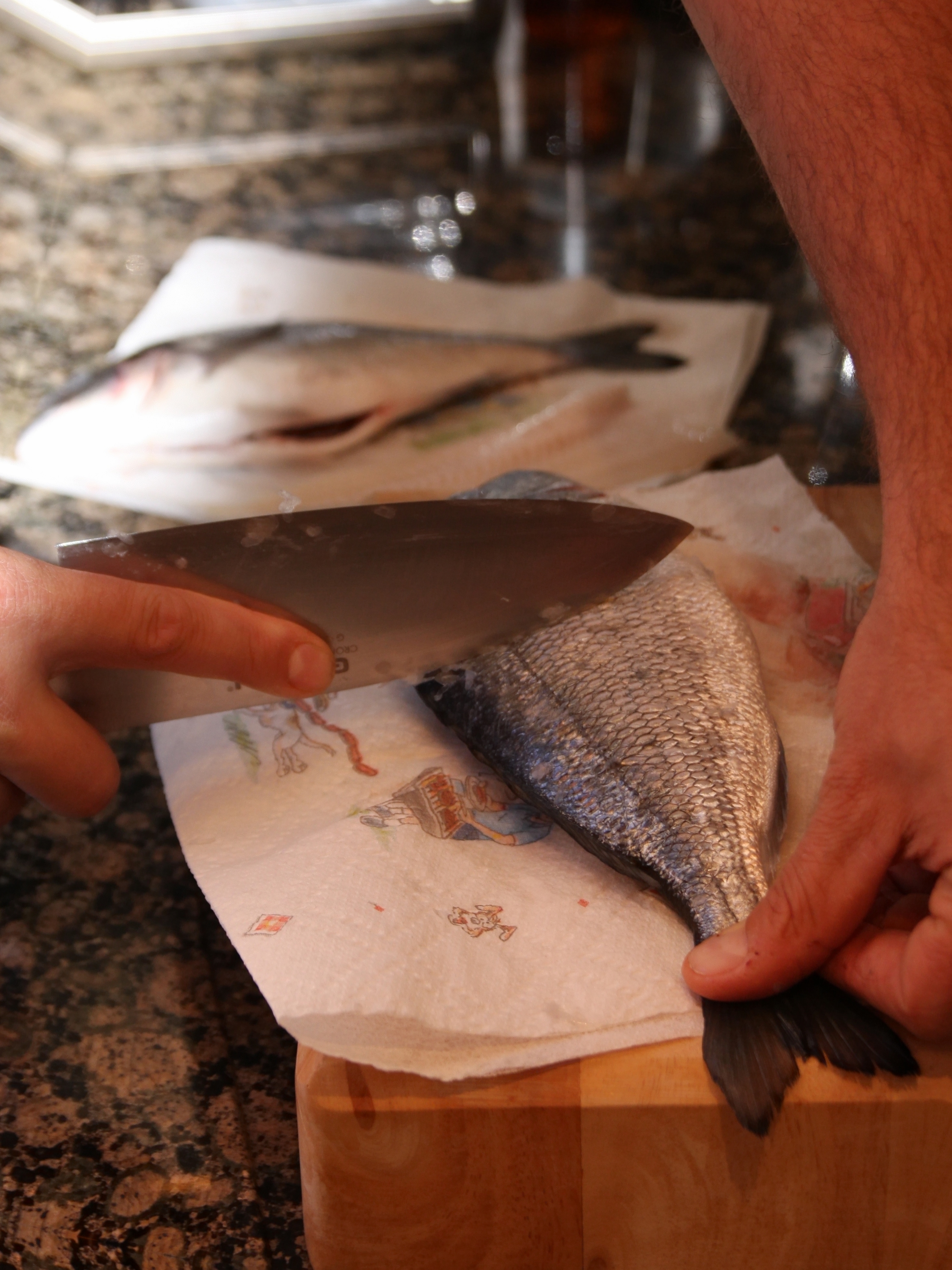
Abschuppen einer Dorade (hier mit dem Messerrücken eines Kochmessers)

Als Abschuppen oder Entschuppen oder Schuppen wird in der Küche das Entfernen der Schuppen aus der Haut von Fischen bezeichnet. Notwendig ist dieser Arbeitsschritt, weil Schuppen ähnlich wie Gräten aus Knochensubstanz bestehen und deshalb ungenießbar sind. Beim Garen des Fisches lösen sie sich zudem aus dem Bindegewebe der Lederhaut und verteilen sich im gesamten Gericht.
Zum Abschuppen wird der ganze Fisch noch vor dem Ausnehmen am Schwanz festgehalten und mit dem Messerrücken eines quer gehaltenen Kochmessers oder einem speziellen Kratzer, dem Fischschupper, in Richtung Kopf abgeschabt, ohne die Haut zu verletzen. Dabei muss die Klinge etwa rechtwinklig zur Haut stehen. Anschließend werden die Schuppen unter fließendem Wasser abgespült. In einigen Küchenregeln wird empfohlen, den Fisch vorher kurz in heißes Wasser zu legen und dann sofort mit kaltem Wasser abzuschrecken. Der Fisch lässt sich dann leichter entschuppen, insbesondere bei sehr festsitzenden Schuppen.
In den meisten Fischfachgeschäften sowie in Fischabteilungen von großen Einkaufsmärkten und Kaufhäusern mit Bedienungstheken etc. wird in der Regel auf Kundenwunsch auch das Abschuppen von dort gekauften Fischen übernommen.
Nicht abgeschuppt werden Fische, die blaugekocht werden sollen.